# San Andrés (Retablo de Talavera)
San Andrés, del antiguo Retablo de Talavera la Vieja, es una obra del Greco, que compone el número 10 en el catálogo razonado realizado por el profesor e historiador del arte Harold Wethey.

## Análisis de la obra
- Pintura al óleo sobre lienzo ; 126 x 46 cm.; Real Monasterio de Santa María de Guadalupe (Provincia de Cáceres) España

En el desaparecido retablo de Talavera la Vieja, este lienzo estaba colocado a la derecha de la escultura de la Virgen del Rosario, con respecto al espectador. Inicialmente, para este lugar El Greco debía realizar un lienzo representando a San José. Finalmente, San José fue substituido por Simón Pedro, realizando esta pintura.
El Greco representa a Andrés el Apóstol casi de frente, sosteniendo la cruz de San Andrés con ambas manos, y con su rostro dirigido hacia la estatua del centro del retablo. Alrededor de su cabeza hay una especie de nimbo romboidal, que proviene de las nubes. Tiene una tipología alargada, nerviosa y elegante, inaugurada por el maestro cretense con las figuras de San Juan Evangelista y de San Juan Bautista, del retablo mayor del conjunto de los Retablos de Santo Domingo el Antiguo, y que más tarde continuaría en muchas imágenes de su posterior corpus pictórico. Sin embargo, esta forma concreta de representar a San Andrés no se volvió a repetir en ninguna otra pintura que se haya conservado, ni del propio maestro, ni de su taller.
Harold E. Wethey es bastante crítico con esta obra, sugiriendo que el dibujo es del Greco, pero que la ejecución pictórica pudiera ser obra de su taller.
La figura de San Andrés llena la mayor parte del lienzo. El conjunto de imagen presenta un canon alargado, pero los brazos, las piernas y los pies del personaje son representados sin distorsión, la cual se limita al cuerpo del santo. El color, la expresión, el gesto, el ropaje, el fondo nebuloso y la concepción de la imagen presentan una excelente concepción pictórica, y cada detalle posee suficiente intensidad y vigor. El uso de las sombras es magistral, tanto en rostro, en la barba como en el cabello, con superposiciones, transparencias, raspaduras y pequeñas pinceladas, que sugieren con precisión cada materia.